# Massimo Caviglia
Massimo Caviglia (Roma, 4 maggio 1958) è un giornalista, fumettista e sceneggiatore italiano.

## Biografia
Dopo la laurea in scienze politiche, conseguita presso l'Università "La Sapienza" di Roma, nel 1978 inizia l'attività professionale lavorando in pubblicità. Gli sceneggiatori cinematografici Age e Scarpelli gli suggeriscono di dedicarsi alla sceneggiatura di film, di programmi radiofonici e televisivi. 
Nel 1982 inizia a scrivere e condurre programmi per la radio, per Rai1 e altre reti televisive private.
Successivamente incontra il disegnatore satirico Stefano Disegni con il quale, dal 1985 al 1997, forma il sodalizio artistico Disegni & Caviglia che realizza opere di satira politica per carta stampata, cinema e televisione. La loro produzione viene regolarmente pubblicata dai maggiori quotidiani italiani come il Corriere della Sera, la Repubblica, l'Unità ed i periodici Cuore, Ciak e Linus. Successivamente le strisce vengono raccolte in 20 volumi editi da Mondadori, Feltrinelli e Panini, aggiudicandosi il Premio Satira Politica (1992 e 1998) a Forte dei Marmi.
Assieme alla scrittura per i fumetti ha sceneggiato testi televisivi per Rai 1, Rai 2 e Rai 3. Fra le trasmissioni alle quali ha collaborato si ricordano Mixer con Giovanni Minoli, Politistroika, Va' pensiero con Andrea Barbato, e per Mediaset Lupo solitario di Antonio Ricci, Scherzi a parte, e a Telemontecarlo, Galagoal.
Negli anni dal 1998 al 2003 assume la direzione del periodico Shalom che si occupa di attualità, politica e cultura ebraica, per passare poi nel 2004 a Par Condicio, nel quale scrivevano sia autori di destra che di sinistra.
Dal 2006 collabora con il gestore di telefonia Wind realizzando BIP, un sistema di messaggistica mobile per i telefoni cellulari con l'invio di strip di satira.
Dal 1989 collabora con l'agenda Smemoranda e dal 2010 con il settimanale Il Male di Vauro e Vincino.
Nel 2007 crea e dirige il primo corso di satira presso la Scuola Romana dei Fumetti, e dal 2008 dirige il magazine Cantiere del sindacato Feneal Uil che si occupa delle problematiche del lavoro nel mondo operaio.
Dal 2013 al giugno 2023 è corrispondente dal Medio Oriente per il Tg della consociata RAI San Marino RTV.

## Opere
- Disegni&Caviglia, Disegni & Caviglia contro tutti!, Oscar e BUM Mondadori (1989)
- Disegni&Caviglia, Lo Salviamo noi il cinema volumi 1, 2 e 3, Acme (1989)
- Disegni&Caviglia, Disegni & Caviglia colpiscono ancora, Feltrinelli (1991)
- Disegni&Caviglia, La vendetta di Disegni & Caviglia, Feltrinelli (1992)
- Disegni&Caviglia, Sotto la cintura, Feltrinelli (1992)
- Disegni&Caviglia, Razzi amari, Panini Comics (1992)
- Disegni&Caviglia, Carta sprecata volumi 1 e 2, Acme (1992)
- Disegni&Caviglia, Alla riscossa, Feltrinelli (1994)
- Disegni&Caviglia, Lo Salviamo noi il cinema volumi 1, 2 e 3, colori, Nuova Frontiera (1994)
- Disegni&Caviglia, Esercizi di stile, Oscar Mondadori (1994)
- Disegni&Caviglia, Ciak, ci girano!, Mondadori Editore (1994)
- Disegni&Caviglia, Ciak, ci girano! VHS, Mondadori Editore (1994)
- Disegni&Caviglia, Occhio per occhio, Feltrinelli (1995)
- Disegni&Caviglia, Franco II e Franco III, Panini Comix (1996)
- Disegni&Caviglia, Il figlio di Razzi amari, Panini Comix (1996)